# 59417 Giocasilli
59417 Giocasilli este un asteroid din centura principală de asteroizi.

## Descriere
59417 Giocasilli este un asteroid din centura principală de asteroizi. A fost descoperit pe 5 aprilie 1999 la San Marcello Pistoiese de Andrea Boattini și Luciano Tesi. Asteroidul prezintă o orbită caracterizată de o semiaxă mare de 2,39 ua, o excentricitate de 0,10 și o înclinație de 7,1° în raport cu ecliptica.